# Pheidole manteroi
Pheidole manteroi är en myrart som beskrevs av Carlo Emery 1897. Pheidole manteroi ingår i släktet Pheidole och familjen myror. Inga underarter finns listade i Catalogue of Life.